# Alexander van Joegoslavië (1924-2016)
Alexander Paul van Joegoslavië (Servisch: Александар Павлов Карађорђевић, Aleksandar Pavlov Karađorđević) (Londen, 13 augustus 1924 – Parijs, 12 mei 2016) was een Joegoslavische prins uit het huis Karađorđević.
Hij was de oudste zoon van prins-regent Paul van Joegoslavië en diens vrouw Olga van Griekenland en Denemarken. 
Zelf trouwde hij op 12 februari 1955 met Maria Pia van Savoye, een dochter van ex-koning Umberto II van Italië en Marie José van België. Het paar kreeg vier kinderen (tweemaal een tweeling): 
- Dimitri (Boulogne-sur-Seine, 18 juni 1958)
- Michael (Boulogne-sur-Seine, 18 juni 1958)
- Sergius (Boulogne-sur-Seine, 12 maart 1963)
- Helena (Boulogne-sur-Seine, 12 maart 1963)

Het paar scheidde in 1967. Op 2 november 1973 hertrouwde Alexander met Barbara van Liechtenstein. Zij kregen nog een zoon:
- Dushan (25 september 1977)

Prins Alexander woonde in Parijs. Begin 2008 tekende hij protest aan tegen de onafhankelijkheidsverklaring van Kosovo.